# Січкарівка
Січкарі́вка — село в Україні, в Магдалинівській селищній громаді Самарівського району Дніпропетровської області. Населення за переписом 2001 року становить 265 осіб.

## Географія
Село Січкарівка знаходиться на лівому березі річки Кільчень, нижче за течією на відстані 3,5 км розташоване село Почино-Софіївка. По селу протікає пересихаючий струмок з загатою.

## Історія
1989 року за переписом тут проживало приблизно 220 осіб.

## Населення

### Мова
Розподіл населення за рідною мовою за даними перепису 2001 року:
| Мова            | Кількість | Відсоток |
| --------------- | --------- | -------- |
| українська      | 247       | 93.21%   |
| російська       | 14        | 5.28%    |
| інші/не вказали | 4         | 1.51%    |
| Усього          | 265       | 100%     |

1. ↑  Рідні мови в об'єднаних територіальних громадах України — Український центр суспільних даних